# Exposition universelle de 1970
L'Expo '70 est le nom de l'Exposition universelle qui a lieu à Suita (banlieue d'Osaka) au Japon du 14 mars au 13 septembre 1970. Elle est appelée au Japon Nihon bankoku hakuran-kai (日本万国博覧会, lit. « Exposition universelle du Japon ») et abrégée sous le nom d'Ōsaka banpaku (大阪万博, lit. « expo univ. d'Osaka »).
Le thème de l'Exposition est « Progrès et harmonie pour l'humanité » (人類の進歩と調和, Jinrui no shinpo to chōwa). C'est la première à avoir lieu au Japon. 77 pays y participent, et 64 210 000 personnes la visitent.

## Réalisations
Le plan de l'Exposition est élaboré par Kenzō Tange, et le monument le plus connu de l'Exposition est la Tour du Soleil (太陽の塔, Taiyō no tō) créée par Tarō Okamoto.
Le sculpteur et plasticien Bernard Quentin y a conçu pour la France un pavillon en structures gonflables[réf. nécessaire].

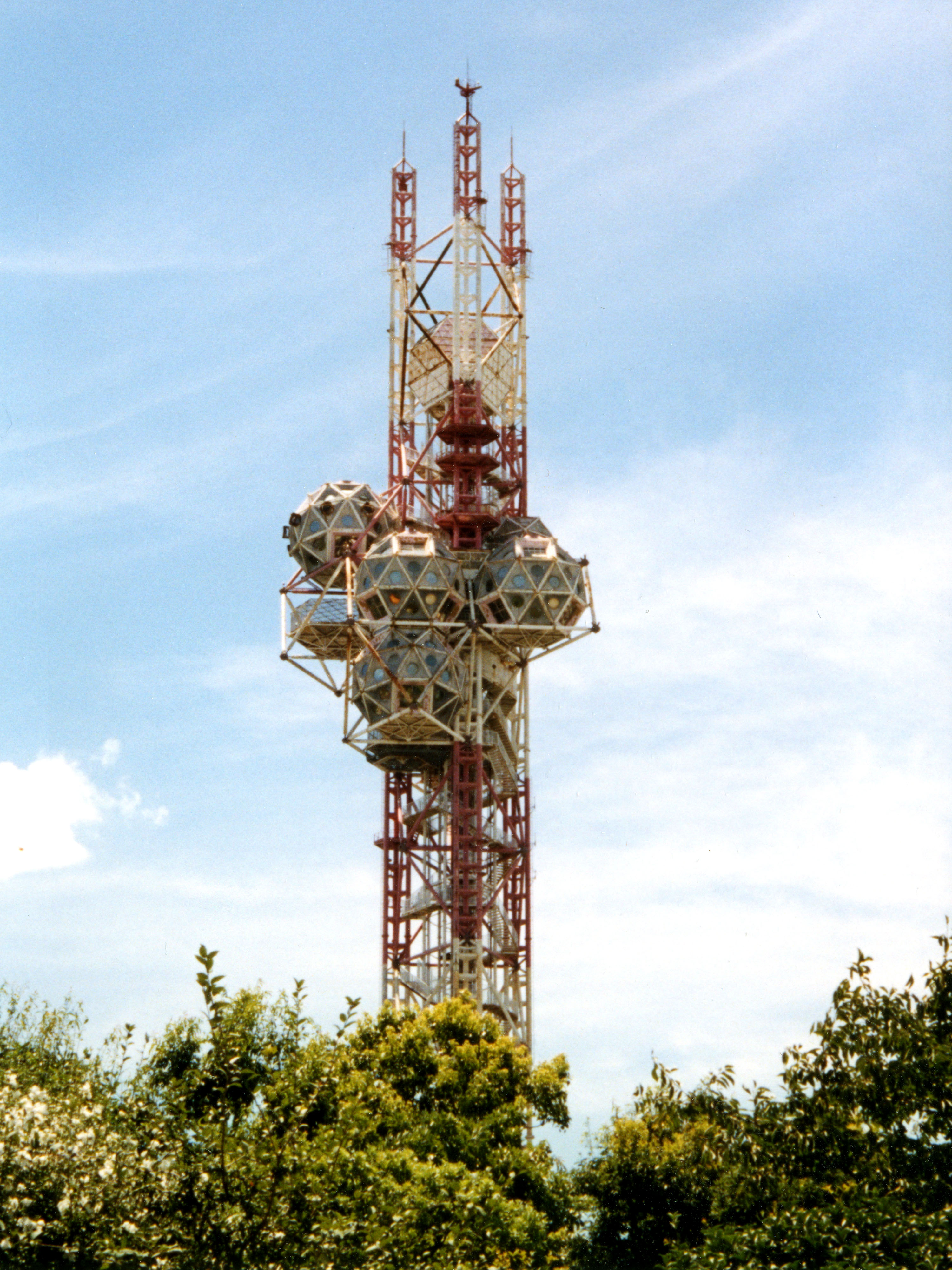
Tour de l'Expo d'Osaka.
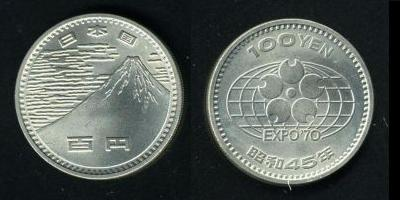
Pièce de monnaie commémorative (100 yens) de l'Exposition universelle d'Osaka.

|                    | |
| Pavillon du Canada | Pavillons coréen au centre gauche au second plan, et pavillon ouest-allemand au premier plan. En arrière plan, la Tower of the Sun |

L'exposition a été construite par plus de 25 000 jeunes ouvriers.

### Paysages

Paysage issu de l'exposition. Novembre 2015.

## Culture populaire
L' Exposition est l'un des éléments clé du manga 20th Century Boys de Naoki Urasawa.
Elle est aussi le cadre de l'événement qui annonce la fin de l'anime Gate Keepers : l'enlèvement de Ruriko Ikusawa.
M. G. Ramachandran, réalisateur-producteur et acteur principal, plante l'épilogue du film tamoul Ulagam Sutrum Valiban (en) (1973), au cœur de l'Expo 70. La dernière chanson de cette aventure policière, intitulé Ulagam ulagam... met en scène, le héros (M. G. R.) et sa belle (la comédienne Chandrakala) parcourant les pavillons de différentes délégations, à la recherche de son frère aîné (interprété par M. G. R. aussi), accompagné de sa fiancée (l'actrice Manjula), qu'ils finiront par les trouver au bout des 6 minutes 44 secondes du titre.
Le film Nô se déroule en partie au pavillon du Canada de l'Expo 70.